# Smilethericles uaboni
Smilethericles uaboni is een rechtvleugelig insect uit de familie Thericleidae. De wetenschappelijke naam van deze soort is voor het eerst geldig gepubliceerd in 1997 door Baccetti.